# Franz Carl Weiskopf
Pour les articles homonymes, voir Weiskopf.
Franz Carl Weiskopf (pseudonymes : Petr Buk, Pierre Buk, F. W. L. Kovacs, né le 3 avril 1900 à Prague, mort le 14 septembre 1955 à Berlin) est un écrivain germano-tchèque d'expression allemande.

## Biographie
Franz Carl Weiskopf est le fils d'un employé de banque juif allemand et d'une mère tchèque. Il va à des écoles germanophones de Prague et étudie de 1919 à 1923 la germanistique et l'histoire à l'université de la capitale. En 1923, il est diplômé docteur en philosophie. Après son inscription au Parti communiste tchécoslovaque en 1921, il fait son premier voyage en Union soviétique en 1926. En 1928, il s'installe à Berlin où il devient rédacteur du feuilleton dans le Berlin am Morgen. La même année, il épouse Grete Bernheim qui sera écrivain sous le pseudonyme d'Alex Wedding. Il devient membre de l'Association des écrivains prolétariens révolutionnaires et participe en 1930 avec Anna Seghers à une conférence d'écrivains communistes à Kharkiv.
Après la prise du pouvoir par les nazis en 1933, Weiskopf s'en va à Prague et est le rédacteur en chef du journal antifasciste Arbeiter Illustrierte Zeitung. Lorsque le journal cesse de paraître en octobre 1938 avec l'arrivée des nazis, il émigre à Paris. De là, en avril 1939, avec l'aide de la League of American Writers, il fuit aux États-Unis. Il passe les années de la guerre à New York.
Après la Seconde Guerre mondiale, Weiskopf intègre la diplomatie de la Tchécoslovaquie, d'abord comme conseiller à Washington, délégué à Stockholm de 1949 à 1950 puis ambassadeur à Pékin entre 1950 et 1952. Il revient à Prague puis déménage l'année suivante à Berlin-Est. Dans les dernières années de sa vie, il est membre de la Association des écrivains de la RDA (de) et dirige avec Willi Bredel la revue neue deutsche literatur (de).
L'œuvre de F. C. Weiskopf comprend des romans, des nouvelles, des reportages, des anecdotes, de la poésie ainsi que des essais. Ses ouvrages narratifs plus réalistes et plus stylés que ceux d'autres auteurs du réalisme socialiste soviétique se situent souvent en Tchécoslovaquie et décrivent comment les citoyens et les travailleurs s'entraident depuis la Première Guerre mondiale.
Après sa mort, sa veuve créé un prix portant son nom (de), qui est décerné depuis 1956 à un auteur « critique et réfléchissant » en langue allemande.

## Œuvre
| - Es geht eine Trommel, Berlin-Schöneberg 1923 - Die Flucht nach Frankreich, Wien [u. a.] 1926 - Umsteigen ins 21. Jahrhundert, Berlin 1927 - Wer keine Wahl hat, hat die Qual, Berlin 1928 - Der Traum des Friseurs Cimbura, Berlin 1930 - Der Staat ohne Arbeitslose, Berlin 1931 (avec Ernst Glaeser und Alfred Kurella) - Das Slawenlied, Berlin 1931 - Zukunft im Rohbau, Berlin 1932 - Die Stärkeren, Moskau [u. a.] 1934 - Die Versuchung, Zürich 1937 (1954 sous le titre Lissy oder Die Versuchung) - The untamed Balkans, New York 1941 (sous le nom de Frederic W. L. Kovacs) - Vor einem neuen Tag, Mexico 1944 - Himmelfahrts-Kommando, Stockholm 1945 - Die Unbesiegbaren, New York 1945 - Unter fremden Himmeln, Berlin 1948 - Abschied vom Frieden, Berlin 1950 - Elend und Größe unserer Tage, Berlin 1950 | - Der ferne Klang, Berlin 1950 - Menschen, Städte und Jahre, Wien 1950 - Kinder ihrer Zeit, Berlin 1951 - Die Reise nach Kanton, Berlin 1953 - Das Anekdotenbuch, Berlin 1954 - Aus allen vier Winden, Berlin 1954 - Verteidigung der deutschen Sprache, Berlin 1955 - Literarische Streifzüge, Berlin 1956 - Gesammelte Werke, Berlin - T. 1. Abschied vom Frieden, 1960 - T. 2. Inmitten des Stroms. Welt in Wehen, 1960 - T. 3. Das Slawenlied. Vor einem neuen Tag, 1960 - T. 4. Lissy. Himmelfahrtskommando, 1960 - T. 5. Gedichte und Nachdichtungen, 1960 - T. 6. Anekdoten und Erzählungen, 1960 - T. 7. Reportagen, 1960 - T. 8. Über Literatur und Sprache. Verteidigung der deutschen Sprache, 1960 - Briefwechsel 1942-1948, Berlin [u. a.] 1990 (avec Bodo Uhse (de)) |  |

Édition en français
- La Russie au travail, trad. de Der Staat ohne Arbeitslose, Flammarion, 1932.
- La Tentation, roman d'une jeune allemande, trad. de Die Versuchung par Maurice Rémon, Éditions sociales internationales, 1938.
- La Tragédie tchécoslavaque, Paris 1939 (sous le nom de Pierre Buk, traduit par Hans Jacob et Jean Castet, avec une postface de Jan Čech, Éditions du Sagittaire)

## Adaptations
- Lissy, film allemand réalisé par Konrad Wolf en 1957 (scénario de Wolf et de Grete Weiskopf)
- Abschied vom Frieden, série télévisée réalisée par Hans-Joachim Kasprzik (de) en 1979.